# 腋花马先蒿
腋花马先蒿（学名：Pedicularis axillaris）为列当科马先蒿属的植物，为中国的特有植物。分布于中国大陆的西藏、云南、四川等地，生长于海拔3,000米至4,000米的地区，一般生长在河岸与林下阴湿处，目前尚未由人工引种栽培。

## 异名
- Pedicularis axillaris Franch. wx Maxim. ssp. balfouriana (Bonati) Tsoong